# 법무박사
법무 박사(法務 博士; 영어: Juris Doctor; J.D.; JD; D.Jur.)는 미국의 법학전문대학원에서 수여하는 전문대학원 학위이다. Juris Doctor 학위는 20세기 초 미국에서 처음으로 수여되었으며, 이탈리아의 Dottore in Giurisprudenza, 그리고 독일 및 중부 유럽의 Juris Utriusque Doctor와 같은 법학박사 학위의 현대판으로 수여된 학위이다. 
미국 변호사 협회(ABA)는 공식적으로 J.D.와 Ph.D.를 동등한 취급을 받는 박사 학위로 인정하며, 미연방법상 J.D.는 master's degree (석사)로 구분하지 않고, 전문 분야에서 실무적인 doctoral degree (박사)로 분류한다.  미국의 J.D.는 미국 법률가, 법학자들이 취득하는 학위이므로 일반대학원의 철학박사(Ph.D)처럼 학계 진출도 가능하다. 
대한민국 법학전문대학원의 J.D.는 '법학전문석사' 학위로 전문석사 학위로 분류한다.

## 각국의 학위
캐나다, 오스트레일리아(호주), 싱가포르, 홍콩, 필리핀, 영국, 대한민국, 일본 등의 대학에서도 미국 제도를 참조한 대학원 수준의 법조인 양성 과정이 존재하며 수료자에게는 법무박사(Juris Doctor) 학위가 수여된다.

### 대한민국의 법학 전문석사 JD
대한민국 법학대학원의 J.D.는 '법학전문석사' 학위로 전문석사 학위로 분류한다. 대한민국의 3년 과정인 법학전문대학원을 졸업하면 법무석사 학위를 받으며, 4년 과정인 의학전문대학원을 졸업하면 의무석사 학위를 받는다. SJD 학위는 JD 학위 이후에 취득하는 학위로 학문적인 의미의 미국의 실용주의적인 박사학위라고 불러야 한다는 견해가 있다. 25개 한국 법전원 중 19개 법전원에서 법학전문석사라는 명칭을 사용하고 있다.
의무 석사나 법학 전문석사는 전문석사 학위라 학술 학위와 다르게 졸업 논문을 쓰지 않는다.
- 법학 전문석사(19)

건국대학교, 고려대학교, 동아대학교, 서강대학교, 서울대학교, 서울시립대학교, 아주대학교, 연세대학교, 영남대학교, 원광대학교, 이화여자대학교, 전남대학교, 전북대학교, 제주대학교, 중앙대학교, 충남대학교, 충북대학교, 한국외국어대학교, 한양대학교
- 법무 석사(3)

경북대학교, 부산대학교, 인하대학교
- 법학 석사(2)

강원대학교, 성균관대학교
- 전문법학석사(1)

경희대학교

#### 대한민국의 법학 박사 Ph.D.
로스쿨이 도입되면서 법학과 학부는 폐지되었으나 일반대학원의 법학과 대학원은 로스쿨 안에 유지되었으므로 로스쿨 도입 이후에도 법학 박사(Ph.D.) 학위는 여전히 수여된다. 한국의 법학 박사(Ph.D.)에 해당하는 학위가 미국의 SJD로, 이 학위로는 변호사 개업을 할 수 없다.
한국의 법학전문석사(JD)에 해당하는 미국의 학위는, JD이다.

#### 대한민국의 법학 전문박사 SJD
대한민국의 법학 전문박사 학위는, 미국의 SJD (Doctor of Juridical Science; S.J.D.)와 동일하다.
- 법학 전문박사(17)

건국대학교, 고려대학교, 동아대학교, 서강대학교, 서울대학교, 서울시립대, 아주대학교, 영남대학교, 원광대학교, 이화여자대학교, 전남대학교, 전북대학교, 중앙대학교, 충남대학교, 충북대학교, 한국외국어대학교, 한양대학교, 부산대학교
- 법학 박사(2)

강원대학교, 성균관대학교
- 법무 전문박사(1)

인하대학교
- 전문법학박사(1)

경희대학교
- 법무 박사(1)

연세대학교
- 전문박사 과정 미운영(3)

경북대학교, 제주대학교

### 미국의 법무박사 JD
미국에서 4년제 대학을 졸업한 후 입학하는 3년의 전문가 과정으로 과거에는 법무 학사 학위를 받았으나, 의학전문대학원 졸업자를 의무 박사로 호칭하는 형평성 문제로 법무 박사(JD)로 변경되었다. 미국의 전문가 양성을 위한 대학원 과정인 법전원(로스쿨)을 졸업하면 법무 박사(Juris Doctor)가 주어진다. 미국의 J.D.는 미국 법률가, 법학자들이 취득하는 학위이므로 일반대학원의 철학박사(Ph.D)처럼 학계 진출도 가능하다.
미국 변호사 협회(ABA)에서는 공식적으로 J.D.를 Ph.D.와 동등한 취급을 받는 박사 학위로 인정한다. 아울러, 미연방법상 J.D.는 master's degree (석사) 아니라 법무 분야의 전문가로 인정하는 doctorate  degree (박사)로 분류하나 연구와 학술 분야는 여전히 Ph.D. 학위자가 담당한다. 일본 로스쿨 정규 3년 과정을 졸업해도 J.D. 학위를 수여하는데 일본에서는 J.D.를 법무박사 학위로 분류한다.

#### 미국의 법학 석사 LLM
법무박사(Juris Doctor)와 별도로 일 년 과정의 법학 석사(LL.M.,  Master of Laws)과정이 존재한다. 
외국에서 법학 학위를 취득한 학생이 미국 법을 배우기 위하여 LL.M.과정에 등록하는 경우가 가장 많다. 일본이나 대한민국의 법대 졸업자인 변호사, 판검사를 비롯해 비 영미법계의 법학 교육을 받은 사람들은 미국의 대부분의 주에서 변호사 시험의 응시 자격이 없지만, 미국의 법학 석사 과정에서 법무박사 과정의 일정 학점을 취득함으로써 수험 자격을 취득하여 미국 변호사 시험에 응시할 수 있다. 대한민국의 변호사가 미국 변호사 면허가 있다면, 대부분 법학석사(LLM)과정을 이수하고 응시 자격을 얻어 미국 변호사 면허를 취득한 경우다.
예를 들어, 뉴욕 주에서는 비 영미법계의 법률 교육을 3년 이상 받고 해당 국가의 변호사가 될 수 있는 자격을 취득한 사람은 미국변호사협회가 공인한 로스쿨에서 법률 과목 20 학점 이상 취득하면 변호사 시험의 응시 자격을 얻을 수 있다. 이미 법률 학사나 미국 이외 변호사 면허가 있는 사람은 LL.M. 과정을 마치면 법률 과목 20학점을 이수했으므로 미국 변호사 응시 자격을 얻을 수 있다.
대부분의 학생은 JD 취득 후 변호사 자격을 얻고 취업을 하지만, LL.M. 과정에 진학하여 학업을 계속하는 경우도 종종 있다. 그러나 대부분의 LL.M. 학생들은 일단 실무를 경험 한 후 전문적인 법학 교육을 받기 위해 로스쿨에 다시 돌아온다. 특히 세법 · 국제법 · 금융 법률 등의 분야에 이러한 경향이 현저하다. LL.M.과정을 J.D.가 없는 외국인들에게만 허용하는 학교들도 많다. 

#### 미국의 법률 과학 박사 SJD
북미 국가에서 일부 법학전문대학원에서 제공하는 학위에서 법학 학위의 최고봉은 SJD (Doctor of Juridical Science, 법률과학박사)이다.  
이를 이해하려면 우선적으로 미국 대학의 실용주의적 박사학위와 이론적 철학박사 학위를 구분해야 한다. 미국 대학에서는 실용적인 실무 중심으로 연구하는 박사 학위를 제공하며, 동시에 이론 연구를 중심으로 하는 철학박사 학위를 제공한다. 오래된 학문인 신학 분야에서도 신학대학원에서 목회학 석사를 한 후 실용적 신학의 실무 연구를 하는 목회학 박사(D.Min.) 과정과 신학 이론을 연구하는 신학 철학박사(Ph.D. 또는 Th.D.) 과정을 제공한다. 경영학에서도 경영대학원에서 경영석사(MBA)를 마친 후 경영 실무 연구에 집중하는 경영박사(DBA) 과정과 이론을 연구하는 경영학 철학박사 과정이 있다.  
이런 흐름에서 법학대학원에서 JD 학위를 마치고 실무 중심 연구를 진행하는 법률과학박사(SJD) 과정과 이론을 연구하는 법학 철학박사 과정을 구분하여 제공한다. 다만 SJD는 최근에 외국인 학생들 유치를 위해 생겨난 과정으로 철학박사 전통을 고집하는 학교들은 이 과정을 운영하지 않으므로 JD, LL.M., SJD를 순차적으로 할 계획하고 있다면 이를 주의하여야 할 것이다. 아울러 JD 학위자에게 LL.M. 및 SJD 과정 등록을 허용하지 않는 학교도 많으니 주의하여야 할 것이다. 또한 일부학교는 LL.M.이 없어도 SJD 입학을 허용하는 경우도 있다. SJD은 이론 수립이나 변경과 같은 이론 연구보다는 기존 이론을 적용해 법률 사건을 중심으로 연구하는 과정이다. 미국의 대학교의 박사 학위는 학계 이론을 수립하고 변경, 개선하는 연구를 수행하는 이론 연구 박사와 기존 이론을 사건이나 사례에 적용하여 연구하는 실무 연구 박사로 구분하여 제공하는데, 법률과학박사는 실무 과정 박사학위이다. 실제로 판사 등을 포함한 실무 법조인에 JD 이상의 학력이 요구되는 것은 드물고 실무 경험이 중시되는 분야이기 때문에, 그 취득은 중시되지 않는다.

### 호주의 법학 전문석사 JD
오스트레일리아(호주)에서 JD를 취득하려면 3년 동안 정규 교육(또는 이와 동등한 교육)를 받을 필요가 있다. JD는 오스트레일리아(호주) 자격 체제(AQF)에서 레벨 9 : Master 's degree로 분류되며, 이것은 의학 박사 (MD)와 동등한 수준이다.

## 같이 보기
- 전문 학위
- 의무박사
- 경영학 전문석사 (MBA)